# Hervé d'Encausse
Hervé d´Encausse (Francia, 27 de septiembre de 1943) fue un atleta francés especializado en la prueba de salto con pértiga, en la que consiguió ser medallista de bronce europeo en 1966.

## Carrera deportiva
En el Campeonato Europeo de Atletismo de 1966 ganó la medalla de bronce en el salto con pértiga, con un salto por encima de 5.00 metros, siendo superado por el alemán Wolfgang Nordwig (oro con 5.10 m que fue récord de los campeonatos) y el griego Christos Papanikolaou (plata con 5.05 m).